# Lava

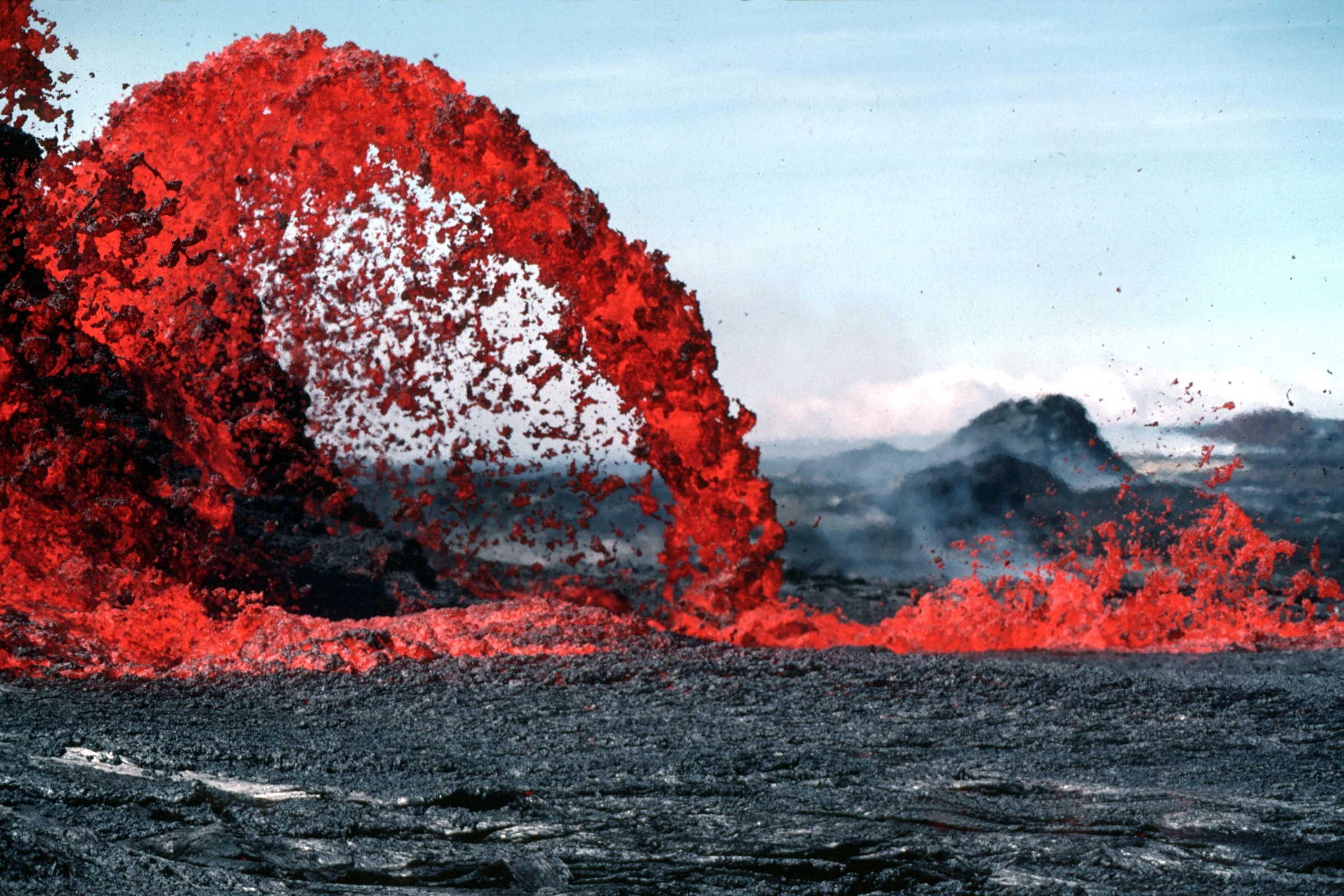
Zehn Meter hohe Lavafontäne auf Hawaii

Lava (Mehrzahl Laven) ist die Bezeichnung für eruptiertes Magma, das flüssig an die Erdoberfläche ausgetreten ist. Sowohl auf der Erdoberfläche fließende Lava als auch die aus der Bewegung heraus erstarrte Lava wird als Lavastrom bezeichnet.
Lava ist ein vulkanisches Förderprodukt und gehört zur Gruppe der Vulkanite. Andere vulkanische Förderprodukte sind die Pyroklastika und die gasförmigen und damit flüchtigen Bestandteile (Volatile) wie Kohlenstoffdioxid, Wasser, Schwefeldioxid, Ammoniak, Edelgase, die das Magma durch Druckentlastung verloren hat. Magmen treten vergleichsweise selten direkt an die Oberfläche aus, da dazu erhebliche Kräfte erforderlich sind. Häufiger sind sogenannte Intrusionen, bei denen Magma in der Erdkruste erstarrt. Die Temperatur von Lava beträgt beim Austritt zwischen 800 °C (rhyolithische Lava) und 1200 °C (basaltische Lava). Erstarrte Lava bildet vulkanisches Gestein.

## Zusammensetzung
Laven sind in der Regel Silikatschmelzen mit einem Gewichtsanteil von 45–70 % SiO2, es gibt allerdings selten auftretende Laven, die geringere Anteile an Silikaten enthalten, so zum Beispiel die Karbonatit-Laven des Ol Doinyo Lengai. Neben den Silikaten können Magnesium- und Eisen-Verbindungen enthalten sein. Man unterscheidet zwischen saurer oder rhyolithischer Lava (SiO2-Gehalt > 65 %, hochviskos) und basischer oder basaltischer Lava (SiO2-Gehalt < 52 %, niederviskos). Dazwischen finden sich die intermediären oder andesitischen Laven (SiO2-Gehalt zwischen 52 % und 65 %). Beim Aufstieg des Magmas finden verschiedene Prozesse statt, die Einfluss auf die Zusammensetzung der austretenden Lava haben (Magmatische Differentiation), so dass diese von der des primären Magmas abweichen kann. Da Lava beim Austritt an die Oberfläche schnell abkühlt, ist ihr Gefüge in der Regel feinkörnig oder glasig. Durch den Austritt von Gasen durch die Druckentlastung beim Aufstieg können sich in der Lava kleinere oder größere Gasblasen bilden.

## Erscheinungsformen
Abhängig von den Bedingungen beim Aufstieg und der Abkühlung bildet Lava unterschiedliche Erscheinungsformen, die ganz entscheidend von der Viskosität der Lava abhängen. Die bekanntesten Formen sind:

### Pāhoehoe-Lava

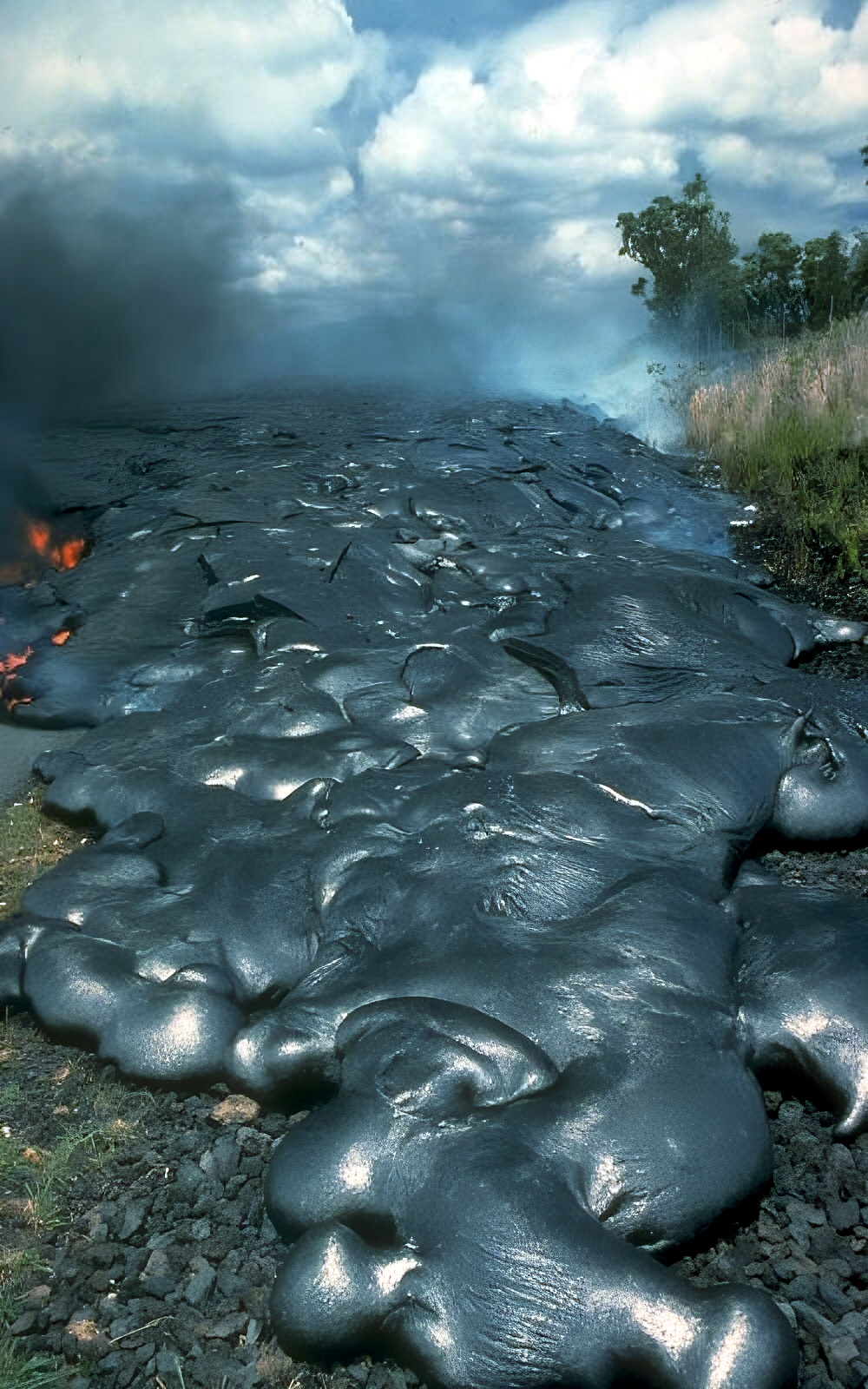
Dünnflüssige, basaltische Pāhoehoe-Lava

Pāhoehoe-Lava [pa:ˌhoeˈhoe] ist eine dünnflüssige (d. h. niedrigviskose) basaltische Lava, die als Lavastrom hangabwärts fließt. Sie bildet glasige Oberflächen. Erscheinungsformen von Pāhoehoe-Lava sind Stricklava, Fladenlava oder Schollenlava.

### ʻAʻā-Lava

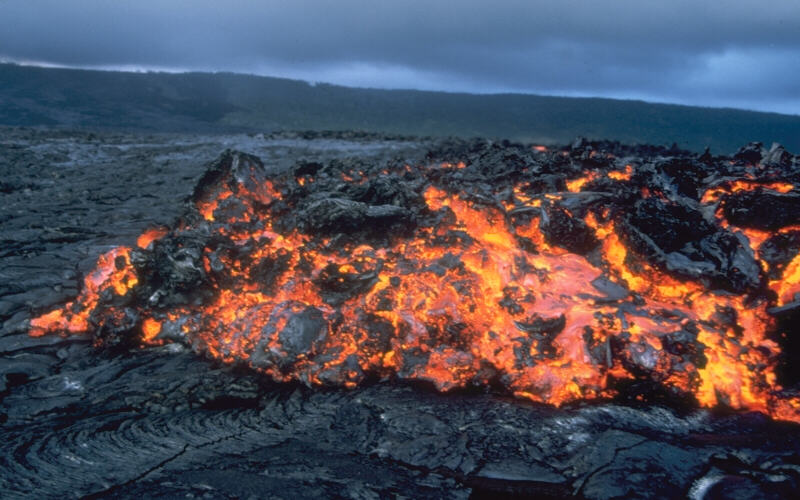
Zähflüssige ʻAʻā-Lava

ʻAʻā-Lava [ˈʔɑʔɑː] – auch Brockenlava – ist eine zähflüssige basaltische Lava, die zu scharfkantigen Brocken und Klumpen erstarrt. Ein Lavastrom kann in seinem oberen Teil aus Pāhoehoe-Lava bestehen, während in seinem unteren Teil ʻAʻā-Lava dominiert (aufgrund der steigenden Viskosität durch Abkühlung und Ausgasung).

### Flutbasalte
Flutbasalte entstehen aus extrem dünnflüssiger basaltischer Lava, die in ebenem Gelände geringmächtige vulkanische Decken bildet. In Einzelfällen reichen die Fördermengen aber auch aus, um mächtige Tafeln zu erzeugen, die früher auch als Trapp, heute eher als magmatische Großprovinz bezeichnet werden. Beispiele sind das 160.000 km² große Columbia River Plateau (Oregon, Washington und Idaho) in den USA, die über 250.000 km² ausgedehnten Karoo-Basalte Südafrikas oder das 500.000 km² große Dekkan-Plateau in Indien (Dekkan-Trapp).

### Pillow- oder Kissenlava

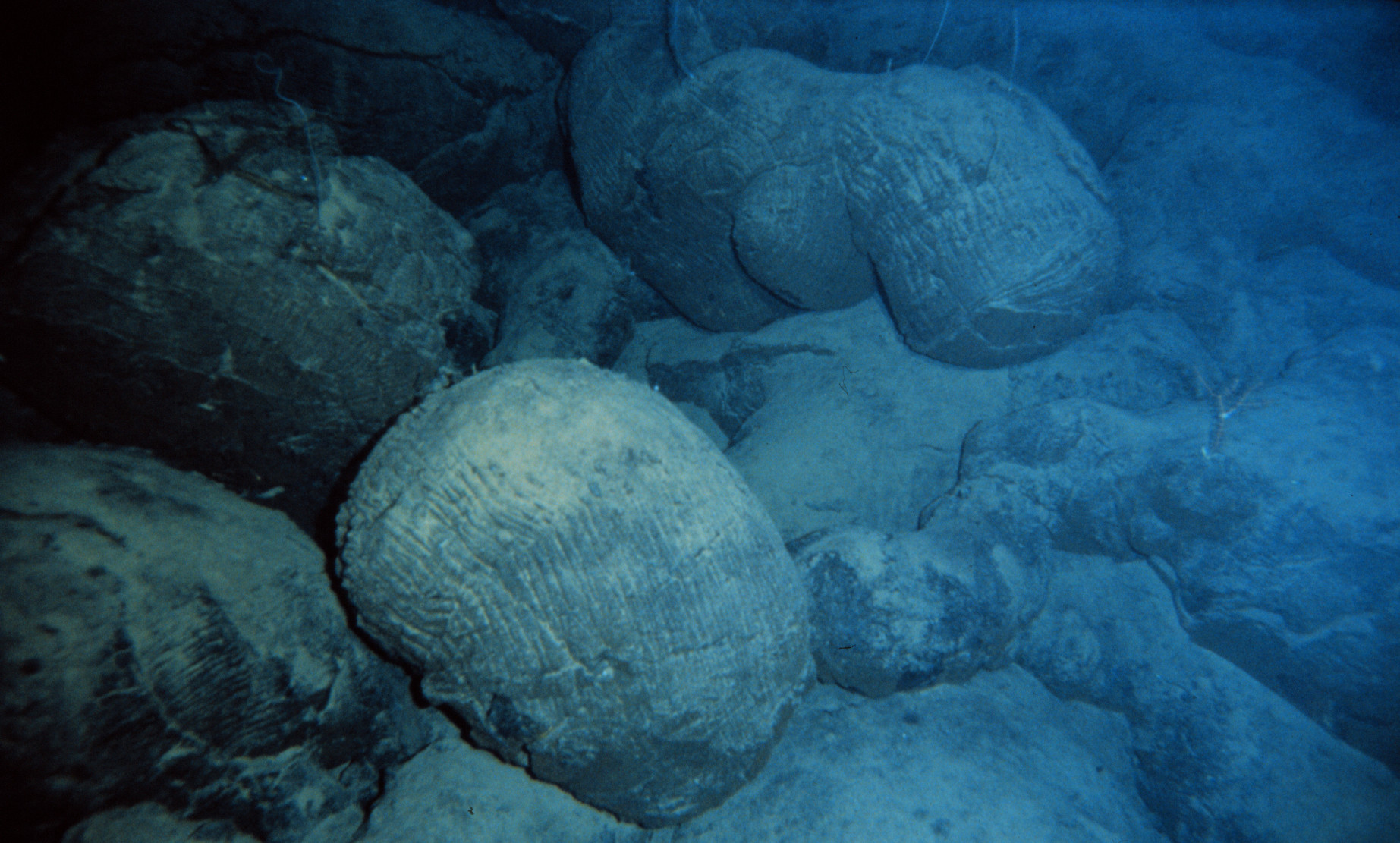
Kissenlava bei Hawaii

Pillow- oder Kissenlava besteht aus Anhäufungen von im Querschnitt runden oder elliptischen, schlauchartigen Basalt-Strukturen von ca. 1 m Durchmesser oder mehr. Sie entsteht bei der sehr schnellen Abkühlung von Lava im Wasser. Durch Hebung von Gesteinskörpern, die ursprünglich unter der Meeresoberfläche lagen, können Pillow-Laven auch auf dem Festland gefunden werden.

### Blocklava
Typisch für zähflüssige andesitische und dazitische Laven ist die Bildung von kurzen, gedrungenen Lavaströmen, deren Oberfläche sich durch Autobrekziierung in kompakte, porenarme Blöcke mit verschiedenartigsten Oberflächenformen aufgelöst hat.

### Lavaseen

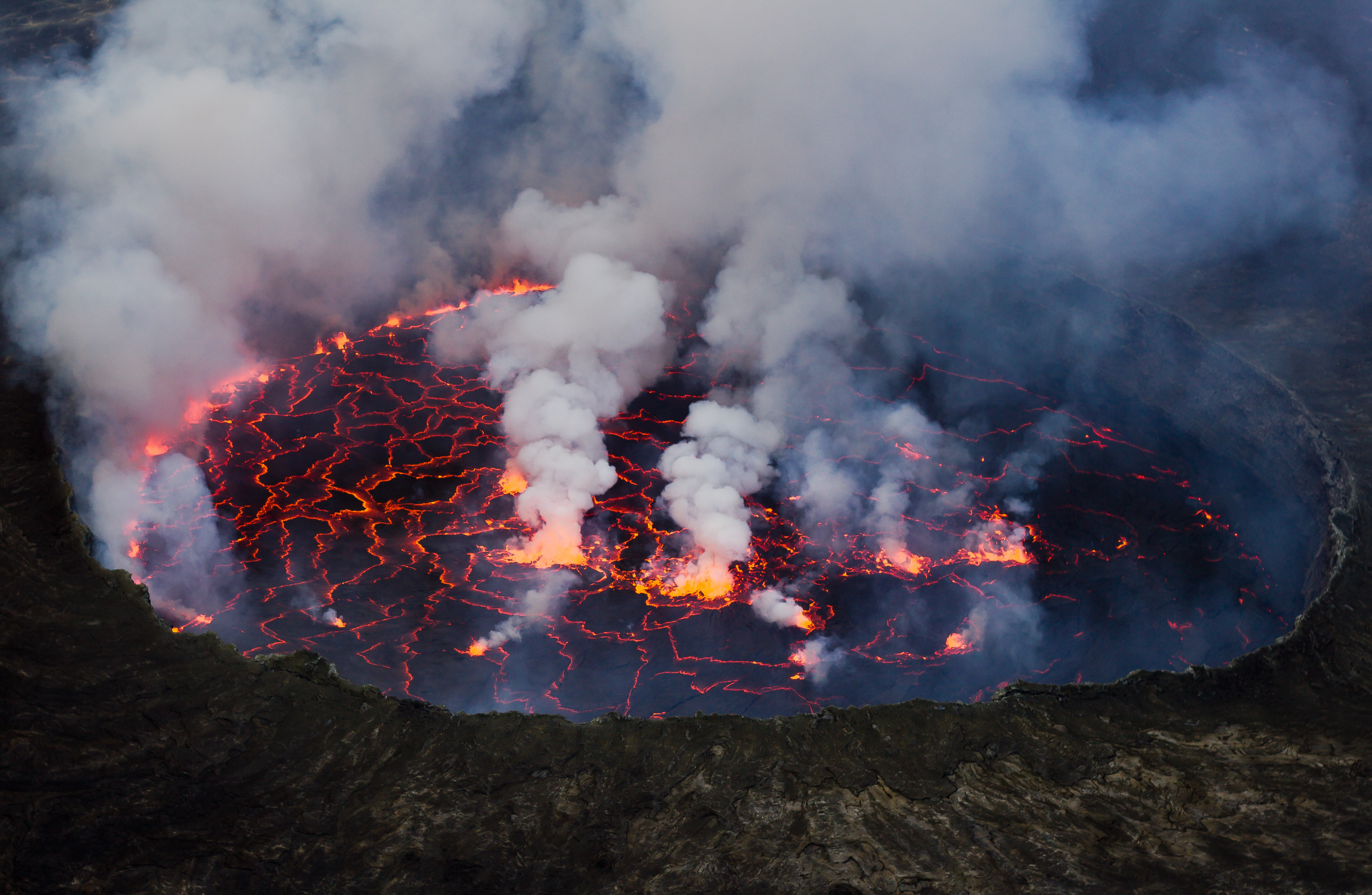
Lavasee im Nyiragongo

Eine besondere Erscheinung sind Lavaseen, wie am Erta Ale oder Nyiragongo.
Manche Lavaseen entstehen, indem Krater durch oberirdische Lavaströme mit Lava gefüllt werden, sie werden dann Sekundäre Lavaseen genannt. Solche Lavaseen können Tiefen von bis zu 100 Meter haben. Die Lava kühlt in einem solchen See langsam ab (über mehrere hundert Tage) und bietet dadurch die Möglichkeit, die Erstarrungsprozesse von Lava zu untersuchen.

### Brotkrustenbombe
Brotkrustenbomben bestehen aus Lava, die noch während des Austritts in der Flugphase erkaltet und die Form von Brotlaiben annimmt.

## Geländeformen

### Lavaröhren

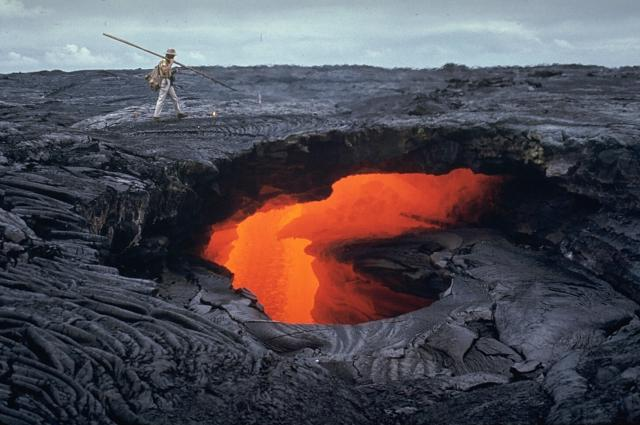
Blick durch ein sogenanntes „Skylight“ in eine Lavaröhre während eines Ausbruches des Mauna Ulu (Kilauea, Hawaii).

Beim Abkühlen von dünnflüssigen Lavaströmen können große Hohlräume dadurch entstehen, dass die erkaltete Oberfläche bereits erstarrt ist, während darunter die flüssige Lava noch weiter abfließen kann. Stürzt die Decke einer solchen Lavaröhre ein, entsteht eine Lavarinne.

### Lavadome
Ist die Lava beim Austritt bereits so zäh, dass sie nicht abfließen kann, so entsteht ein Lavadom. Darunter versteht man einen kurzen und dicken, oft pfannkuchenartigen Lavastrom. Häufig füllen Lavadome auch in fingerartiger Form einen Kraterschlund auf, der sich zuvor durch eine explosive Eruption entleert hatte.
Die Bildung von Lavadomen zieht sich über einen längeren Zeitraum hin und ist daher ein von Wissenschaftlern gut dokumentierter Vorgang. Berühmt sind etwa die Lavadome am Mount St. Helens, wo sich vor dem Ausbruch von 1980 einer bildete und seither schon wieder die Bildung eines neuen Lavadoms begonnen hat. Weitere bekannte Beispiele sind die Lavadome des Unzen und des Usu auf der Insel Hokkaidō in Japan, wo man überhaupt wohl das erste Mal mitverfolgt hat, wie sich ein Vulkan vor einem Ausbruch aufbläht und verformt. Ein Beispiel für europäische Lavadome stellt der Puy de Dôme in Südfrankreich dar.

### Basaltsäulen

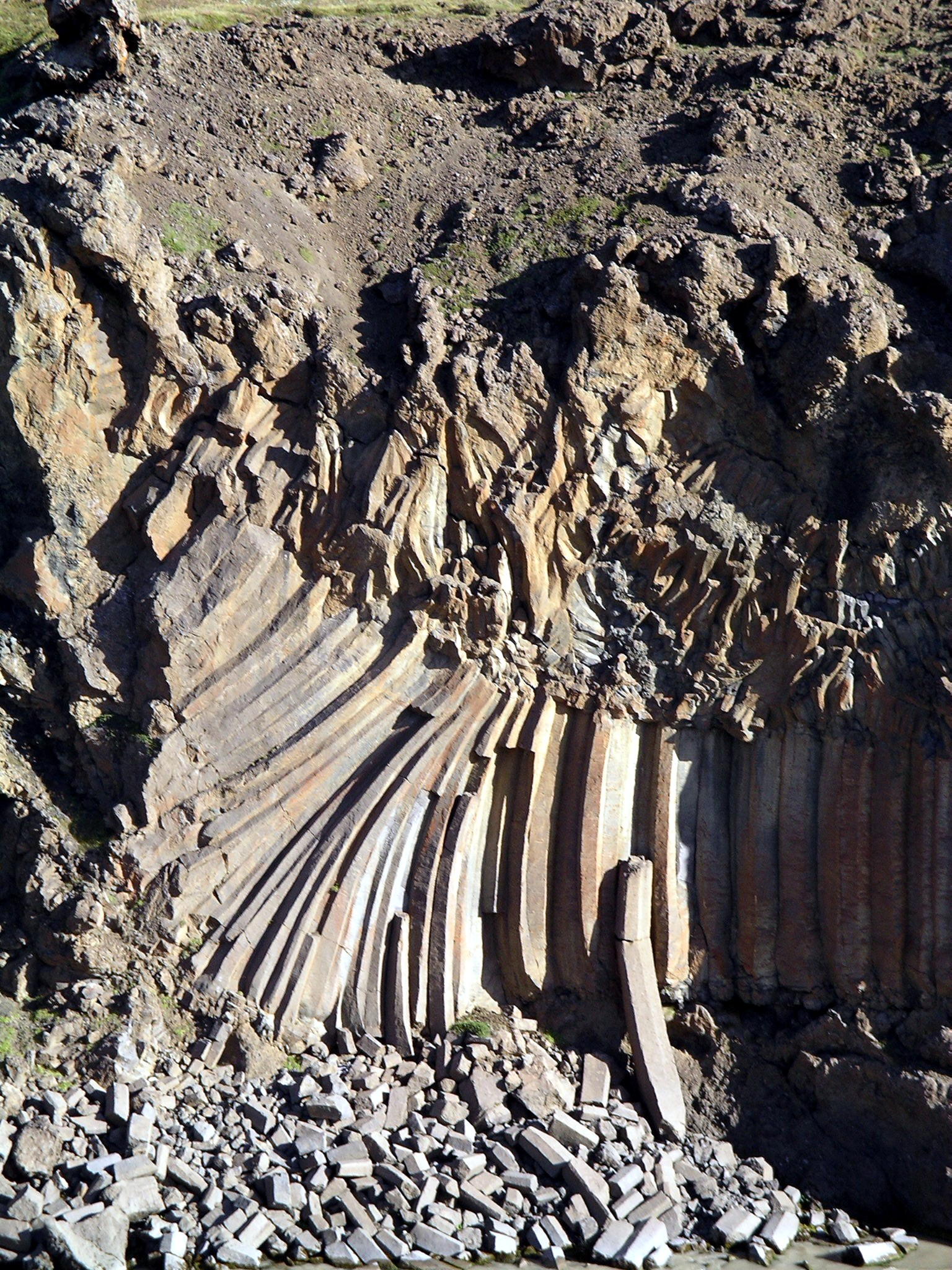
Lavasäulen, Suðurárhraun, Island

Basaltsäulen (Lavasäulen) entstehen bei Abkühlung der Lava unter bestimmten Bedingungen. Lava zieht sich zusammen und zerspringt während des Abkühlungsprozesses. Dieses Phänomen ist jedoch nicht auf basaltische Gesteine (Basaltoide) begrenzt, sondern tritt u. a. auch bei Rhyolith oder Phonolith (siehe z. B. Devils Tower) auf.
Wenn v. a. Pāhoehoe-Lavaströme schnell abkühlen, werden die Lavasäulen nicht so auffallend und sind unregelmäßig geformt. Allerdings erklärt sich dadurch, dass die Lavafelder i. A. für Erosion sehr anfällig sind.
Regulär ausgebildete Basaltlavasäulen hingegen bilden sich bei langsamerer Abkühlung. Dabei stehen die Säulen immer senkrecht zur Abkühlungsfläche. Daher findet sich in Lavaschichten und flach liegenden Intrusionen eine vertikale Ausrichtung der Säulen, wie etwa im Lava-Keller in Mendig in Deutschland, bei Gerðuberg im Hnappadalur in Island, der Giant’s Causeway bei Bushmills in Irland oder bei St. Flour in der Auvergne in Südfrankreich; hingegen sind Lavasäulen in steilen Gängen horizontal ausgerichtet.
Lava kühlt nicht gleichmäßig ab, sondern an der Oberfläche schneller und in der Tiefe langsamer; daher sind obere Säulen oft dünner als untere.
Fächermuster und Rosetten bilden sich hingegen in Lavagängen und -höhlen. Dergleichen Formationen findet man z. B. im Barranco de Agaete auf Gran Canaria oder bei Hljóðaklettar im Jökulsárgljúfur-Nationalpark in Island.
Die meisten dieser Basaltsäulen sind sechseckig, es finden sich aber auch fünfeckige wie etwa am Dvergasteinn bei Kirkjubæjarklaustur in Südisland, und siebeneckige.